# Grzywonóżka jednobarwna
Grzywonóżka jednobarwna (Chaetopelma concolor) – gatunek pająka z infrarzędu ptaszników i rodziny ptasznikowatych.

## Taksonomia
Gatunek ten opisany został po raz pierwszy w 1873 roku przez Eugène'a Simona pod nazwą Nemesia concolor. W 1891 roku ten sam autor przeniósł go do rodzaju Cratorrhagus. W Jose Paulo Leite Guadanucci i Richard C. Gallon umieśili go w rodzaju Chaetopelma.

## Morfologia
Niewielkich rozmiarów przedstawiciel rodzaju. U jednego zmierzonego samca ciało miało 12 mm długości, przy karapaksie długości 4,6 mm i szerokości 4,2 mm, a u jednej zmierzonej samicy miało ono 20,5 mm długości przy karapaksie długości 6,5 mm i szerokości 5,5 mm. Oczy pary przednio-bocznej leżą nieco bardziej z przodu niż pary przednio-środkowej, a oczy pary tylno-bocznej nieco bardziej z tyłu niż pary tylno-środkowej. Jamki karapaksu są wąskie i poprzeczne. Szczękoczułki są pozbawione rastellum i mają od 10 do 11 zębów na krawędzi przedniej. Tak długa jak szeroka warga dolna ma u samca około 20, a u samicy około 60 kuspuli. Z kolei liczba kuspuli na szczękach wynosi około 50 u samca i około 100 u samicy. Nogogłaszczki samca mają bulbus z embolusem krótkim, krótszym niż trzykrotność długości tegulum i u nasady w połowie tak szerokim jak ono, osadzonym na nim pośrodkowo, w widoku brzusznym lekko w części odsiebnej zakrzywionym. Genitalia samicy cechuje spermateka złożona z dwóch długich, nitkowatych, zbieżnych i na szczytach zakrzywionych do wewnątrz pod kątem prostym zbiorników o rozdwojonych lub częściowo rozdwojonych wierzchołkach.

## Ekologia i występowanie
Ptasznik naziemny. Zamieszkuje wschodnią część regionu śródziemnomorskiego krainy palearktycznej. Podawany jest z Turcji (z prowincji Adana, Adıyaman, Mersin), Syrii i Egiptu.